# Dopasowanie energetyczne
Dopasowanie energetyczne obciążenia do źródła jest to zapewnienie warunków pozwalających na przekazanie maksymalnej mocy ze źródła do obciążenia.
W obwodach prądu stałego warunek ten to równość rezystancji obciążenia z rezystancją wewnętrzną źródła:
{\displaystyle R_{ob}=R_{zr}.}
W obwodach prądu harmonicznego, warunkiem dopasowania energetycznego jest równość impedancji obciążenia i sprzężonej wartości impedancji wewnętrznej źródła:
{\displaystyle Z_{ob}=Z_{zr}^{*}.}
Przy czym w obwodach prądu przemiennego wyróżnia się dopasowanie energetyczne ze względu na:
- maksymalną moc pozorną,
- maksymalną moc czynną.

Obliczenia przeprowadza się z wykorzystaniem rachunku liczb zespolonych.
Odbiornik pobiera moc pozorną wynoszącą:
{\displaystyle S=|U|\cdot |I|}
oraz moc czynną:
{\displaystyle P=|U|\cdot |I|\cdot \cos(\varphi ),}
gdzie:
{\displaystyle \varphi } – kąt przesunięcia między wektorem prądu i napięcia.
Przy czym zachodzą następujące zależności:
{\displaystyle P=S\cdot \cos(\varphi ).}
Warunek przekazywania maksymalnej mocy ze źródła do obciążenia rozwiązuje się, obliczając moc pobieraną przez odbiornik, a następnie licząc I pochodną i przyrównując ją do zera.
Z ww. kroków otrzymujemy warunek na moduł impedancji odbiornika oraz kąt fazowy tejże impedancji (charakter odbiornika).